# Srednjoistočna Europa
Srednjoistočna Europa je pojam koji se odnosi na istočni dio područja srednje Europe.
- Srednjozapadna Europa: Njemačka, Austrija, Švicarska i Lihtenštajn.
- Srednjoistočna Europa: Poljska, Češka, Slovačka i Mađarska te na južnome dijelu Slovenija i Hrvatska.

## Kriteriji za pripadnost
- Najveći argument za odobrenje koncepta i pojma istočne srednje Europe i jasno razgraničenju sa zemljopisnom područjem Istočne Europe (Rusija, Ukrajina, itd.) je vjerska pripadnost zapadnoj crkvi. U Poljskoj, Hrvatskoj, Sloveniji, Mađarskoj, itd. katoličanstvo je glavna odrednica. Nasuprot tome, južno i istočno od istočne srednje Europe prevladava pravoslavlje i islam.
- Područe je stoljećima bio dio Njemačkog carstva i Austro-Ugarske.
- Jezgra područja istočne srednje Europe čine zemlje Višegradske skupine (Poljska, Slovačka, Češka i Mađarska).